# 稲田祐二
稲田 祐二（いなだ ゆうじ、1927年8月22日 - 2012年3月2日）は、日本の生化学者。専攻はタンパク質工学。東京工業大学名誉教授。
神戸市出身。2012年3月2日、悪性リンパ腫により死去。84歳没。

## 学歴
- 1952年 - 京都大学農学部卒業
- 1961年 - 理学博士（東京大学）[2]

## 職歴
- 京都大学食糧科学研究所研究員
- 京都女子大学講師
- 徳川生物学研究所所員
- 東京工業大学理学部化学科教授
- 桐蔭横浜大学工学部材料工学科教授

現在
- 桐蔭横浜大学人間科学工学センター教授
- 東京工業大学名誉教授
- バイオハイブリッド研究会事務局代表
- 日本生化学会評議員
- 日本血栓止血学会評議員
- 日本バイオマテリアル学会評議員
- 日本DDS学会評議員
- The New York Acad. Sci. Active Member

## 著書

### 単著
- 『ここまできた化学修飾』共立出版〈タンパク質ハイブリッド〉、1987年4月。ISBN 4-320-05321-4。
- 『「いのち」の不思議さ』紀伊國屋書店〈科学選書〉、1992年1月。ISBN 4-314-00571-8。
- 『天皇様と「象の足」: 一生化学者の回想』平河工業社、2009年2月。 NCID BA90009345。

### 編著
- （前田浩との共編） 編『これからの化学修飾』共立出版〈続タンパク質ハイブリッド〉、1988年5月。ISBN 4-320-05351-6。
- （和田博との共編） 編『化学修飾最前線』共立出版〈タンパク質ハイブリッド〉、1990年4月。ISBN 4-320-05359-1。
- （谷本剛との共編） 編『バイオコンジュゲート医薬品』廣川書店〈続医薬品の開発〉、1993年6月。ISBN 4567482700。 NCID BN09413774。
- （川嵜敏祐との共編） 編『糖鎖ハイブリッド』共立出版、1995年2月。ISBN 4-320-05423-7。